# Leichtathletik-Europameisterschaften 2014/Dreisprung der Frauen

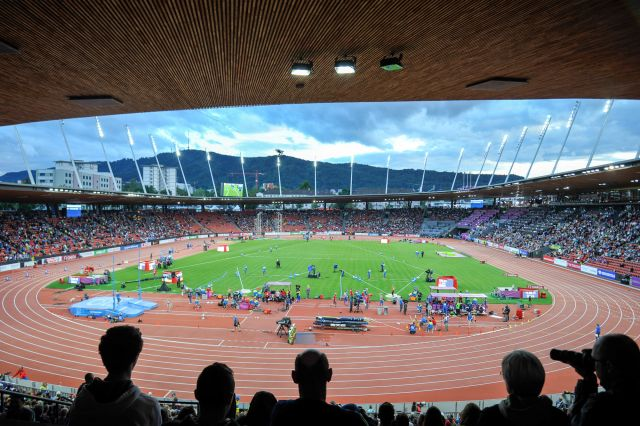
Das Letzigrund-Stadion während der Europameisterschaften 2014

Der Dreisprung der Frauen bei den Leichtathletik-Europameisterschaften 2014 wurde am 13. und 16. August 2014 im Letzigrund-Stadion von Zürich ausgetragen.
Mit Silber und Bronze errangen die russischen Dreispringerinnen in diesem Wettbewerb zwei Medaillen. Europameisterin wurde die Weltmeisterin von 2011, WM-Dritte von 2013 und Olympiadritte von 2012 Olha Saladucha aus der Ukraine, die hier bereits ihren dritten EM-Titel in Folge errang.
Silber ging an Jekaterina Konewa.
Rang drei belegte Irina Gumenjuk.

## Bestehende Rekorde
| Weltrekord           | 15,50 m | Inessa Krawez    | WM Göteborg, Schweden | 10. August 1995 |
| Europarekord         | 15,50 m | Inessa Krawez    | WM Göteborg, Schweden | 10. August 1995 |
| Meisterschaftsrekord | 15,15 m | Tatjana Lebedewa | EM Göteborg, Schweden | 9. August 2006  |

Der bestehende EM-Rekord wurde bei diesen Europameisterschaften nicht erreicht. Die größte Weite erzielte die russische Europameisterin Olha Saladucha im Finale mit 14,73 m bei einem Gegenwind von 0,4 m/s, womit sie 42 Zentimeter unter dem Rekord blieb. Zum Welt- und Europarekord fehlten ihr 77 Zentimeter.

## Windbedingungen
In den folgenden Ergebnisübersichten sind die Windbedingungen zu den jeweiligen Sprüngen mitbenannt. Der erlaubte Grenzwert liegt bei zwei Metern pro Sekunde. Bei stärkerer Windunterstützung wird die Weite für den Wettkampf gewertet, findet jedoch keinen Eingang in Rekord- und Bestenlisten.

## Legende
Kurze Übersicht zur Bedeutung der Symbolik – so üblicherweise auch in sonstigen Veröffentlichungen verwendet:
| DNS | nicht am Start (did not start)                         |
| w   | Windunterstützung über dem zulässigen Wert von 2,0 m/s |
| –   | verzichtet                                             |
| x   | ungültig                                               |

## Qualifikation
13. August 2014, 19:00 Uhr
22 Wettbewerberinnen traten in zwei Gruppen zur Qualifikationsrunde an. Zwei von ihnen (hellblau unterlegt) übertrafen die Qualifikationsweite für den direkten Finaleinzug von 14,20 m. Damit war die Mindestzahl von zwölf Finalteilnehmerinnen nicht erreicht. Das Finalfeld wurde mit den sechs nächstplatzierten Sportlerinnen (hellgrün unterlegt) auf zwölf Werferinnen aufgefüllt. So reichten für die Finalteilnahme schließlich 13,67 m.

### Gruppe A
| Platz | Name                  | Nation      | Resultat (m) | 1. Versuch (m) Wind (m/s) | 2. Versuch (m) Wind (m/s) | 3. Versuch (m) Wind (m/s) |
| 1     | Olha Saladucha        | Ukraine     | 14,42        | 14,42 / +0,2              | –                         | –                         |
| 2     | Ruth Ndoumbe          | Spanien     | 14,01        | 13,64 / +0,6              | 13,86 / +0,3              | 14,01 / +0,5              |
| 3     | Dana Velďáková        | Slowakei    | 13,86        | 13,86 / −1,3              | 13,49 / −2,0              | x                         |
| 4     | Jenny Elbe            | Deutschland | 13,83        | 13,83 / −1.2              | x                         | –                         |
| 5     | Alsu Murtasina        | Russland    | 13,76        | 13,35 / −4,8              | x                         | 13,76 / −2,5              |
| 6     | Patrícia Mamona       | Portugal    | 13,62        | x                         | 13,54 / +0,2              | 13,62 / +0,8              |
| 7     | Cristina Bujin        | Rumänien    | 13,61        | 13,61 / −0,8              | x                         | 13,61 / −0,8              |
| 8     | Dovilė Dzindzaletaitė | Litauen     | 13,44        | 11,98 / −2,0              | 13,12 / −1,3              | 13,44 / −0,7              |
| 9     | Katja Demut           | Deutschland | 13,39        | 11,98 / +0,1              | 13,12 / −0,8              | 13,39 / −0,7              |
| 10    | Andriana Banowa       | Bulgarien   | 13,36        | 13,35 / ±0,0              | 13,36 / −1,7              | 13,25 / −0,7              |
| 11    | Dariya Derkach        | Italien     | 13,06        | 12,52 / −1,1              | 13,06 / −1,6              | 12,98 / −0,3              |
| 12    | Sevim Sinmez Serbest  | Türkei      | 12,38        | 12,38 / −2,3              | x                         | x                         |

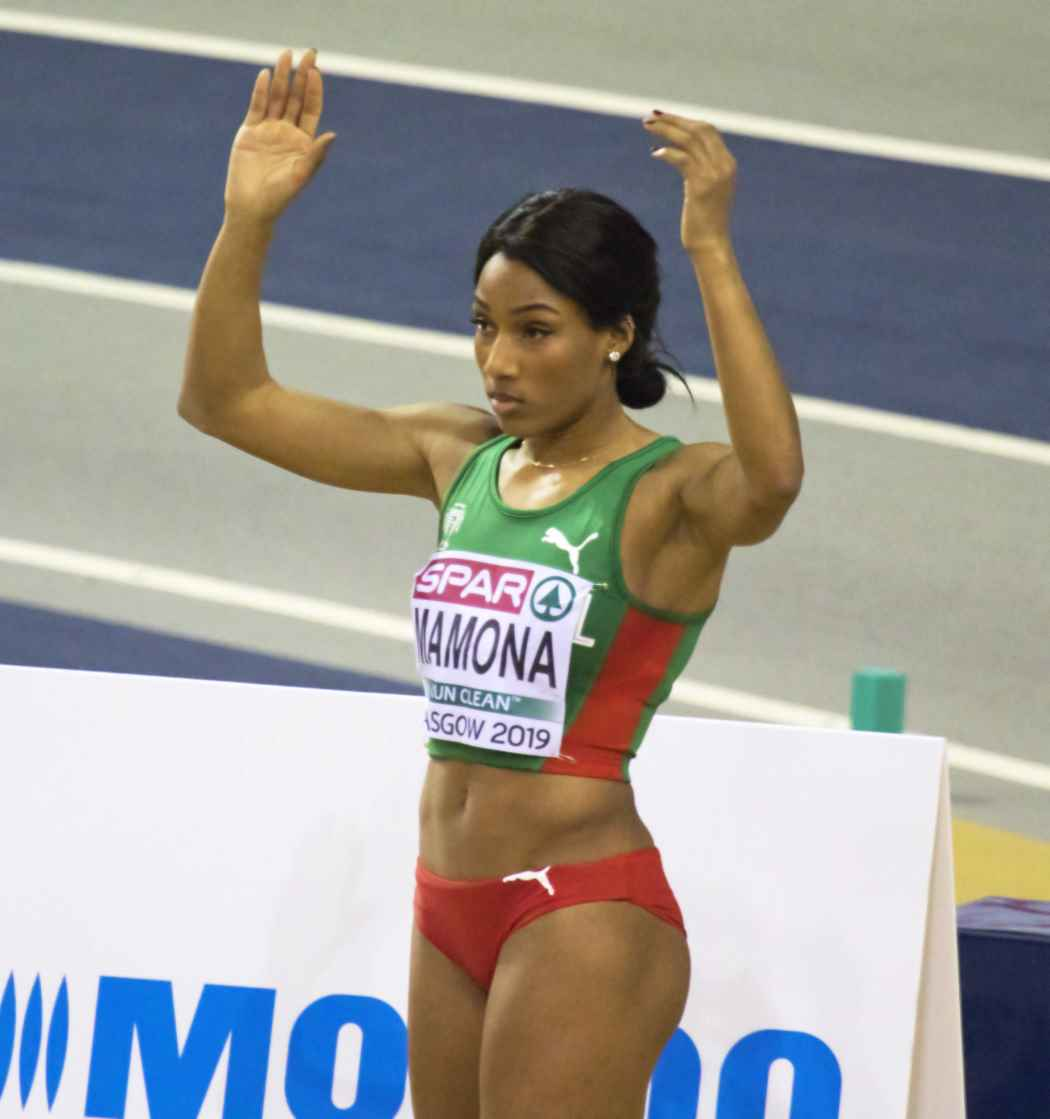
Patrícia Mamona – ausgeschieden mit 13,62 m

Weitere in Qualifikationsgruppe A ausgeschiedene Weitspringerinnen:

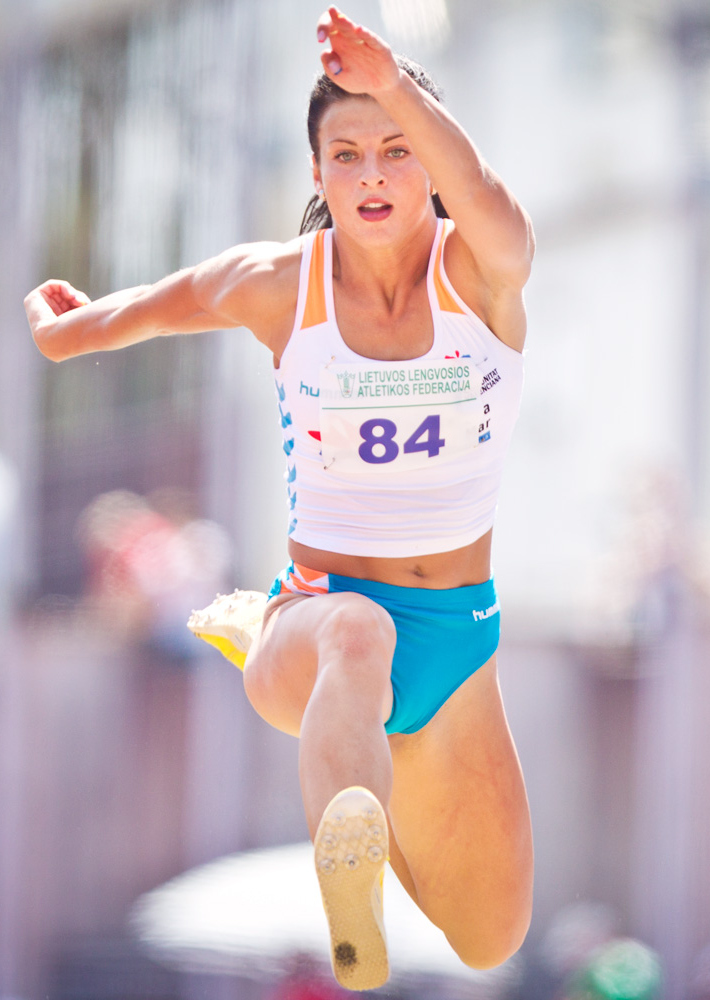
Dovilė Dzindzaletaitė – 13,44 m
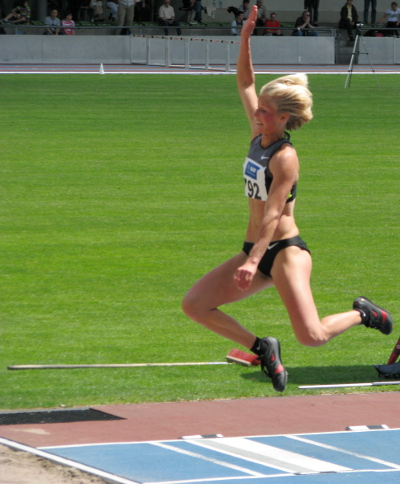
Katja Demut – 13,39 m
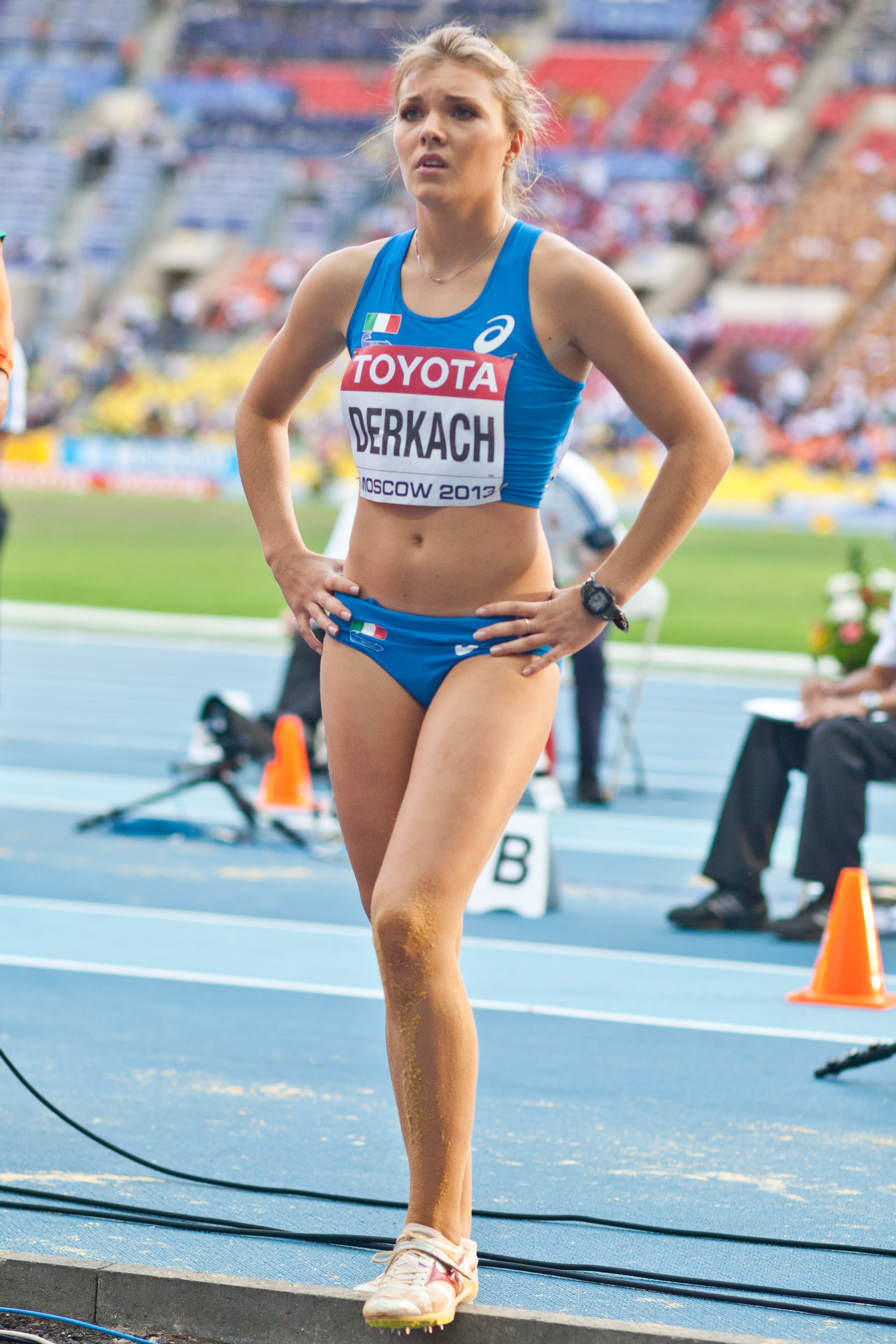
Dariya Derkach – 13,06 m

### Gruppe B

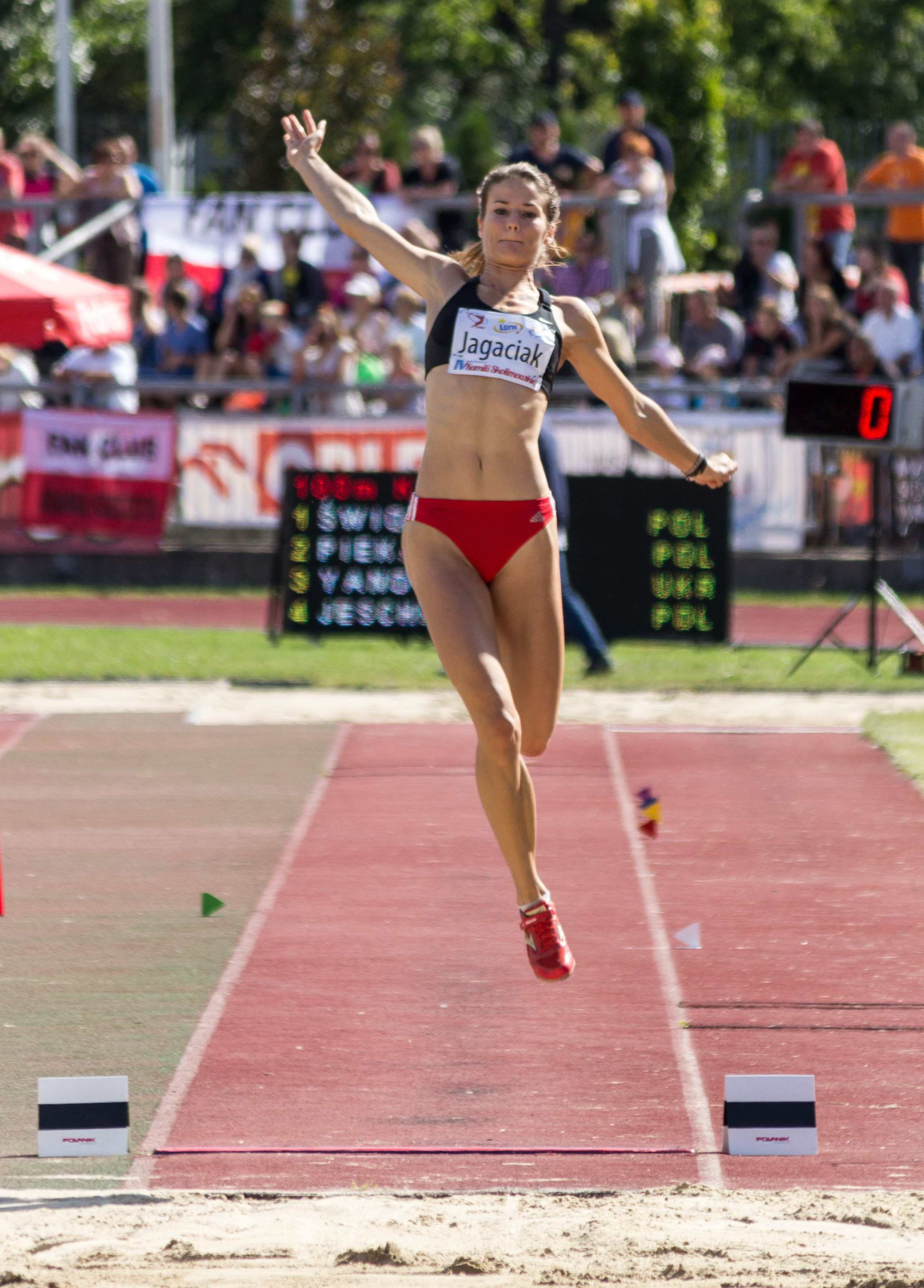
Anna Jagaciaks 13,69 m reichten nicht zur Teilnahme am Finale
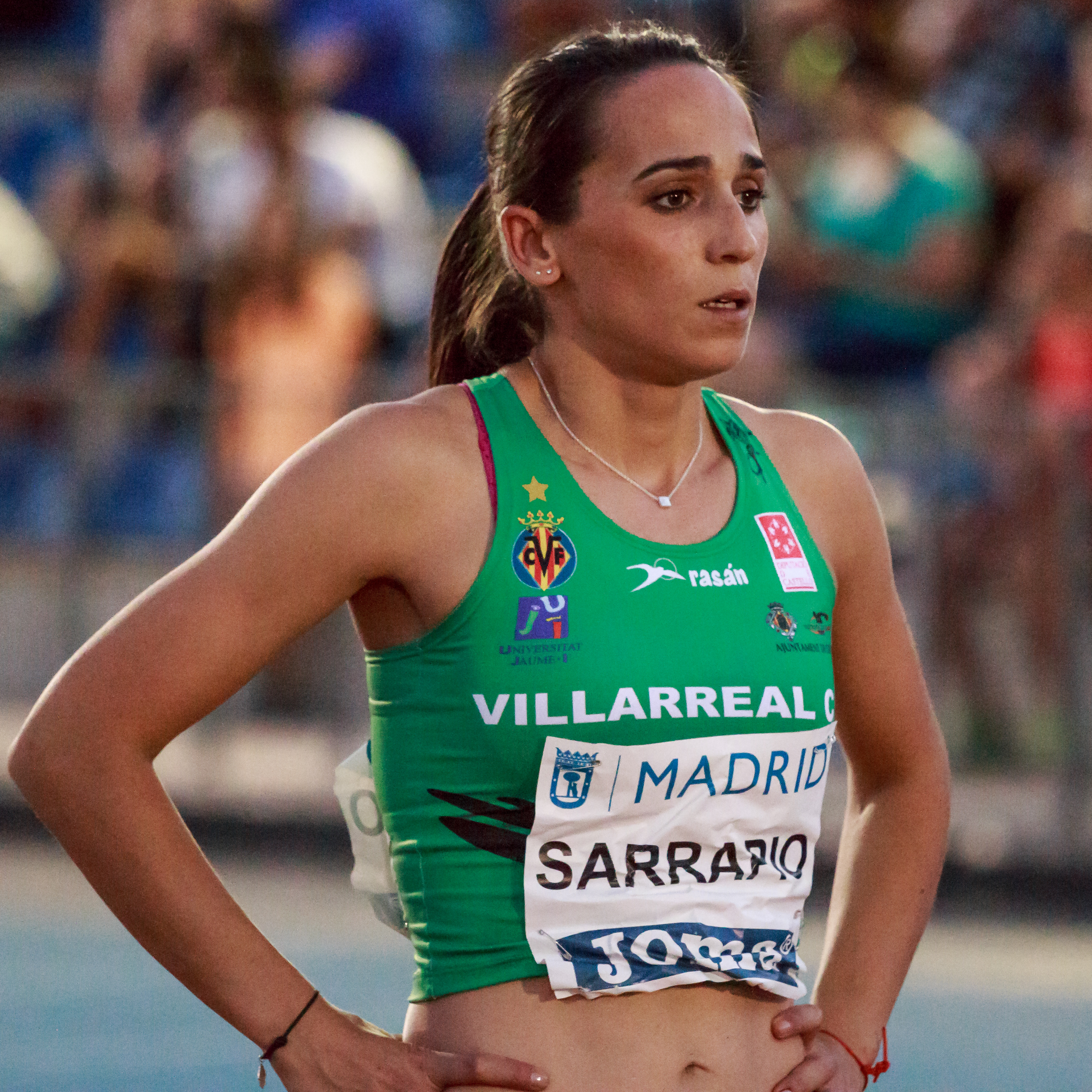
Patricia Sarrapio schied mit 13,41 m in der Qualifikation aus

| Platz | Name               | Nation      | Resultat (m) | 1. Versuch (m) Wind (m/s) | 2. Versuch (m) Wind (m/s) | 3. Versuch (m) Wind (m/s) |
| 1     | Jekaterina Konewa  | Russland    | 14,2100      | 13,62 / −0,2              | 14,21 / −0,1              | –                         |
| 2     | Irina Gumenjuk     | Russland    | 14,1800      | x                         | 14,18 / −2,4              | –                         |
| 3     | Kristin Gierisch   | Deutschland | 13,9100      | x                         | 13,91 / −0,7              | 13,85 / −1,4              |
| 4     | Snežana Vukmirović | Slowenien   | 13,7800      | 13,25 / −2,7              | 13,78 / +0,6              | 13,33 / +2,3              |
| 5     | Susana Costa       | Portugal    | 13,7600      | x                         | 13,53 / +0,4              | 13,76 / +0,8              |
| 6     | Gabriela Petrowa   | Bulgarien   | 13,7200      | 13,54 / −1,2              | 13,72 / −0,8              | 13,69 / −0,8              |
| 7     | Cristina Sandu     | Rumänien    | 13,6700      | 13,67 / −0,4              | 13,64 / −0,9              | 13,22 / −1,1              |
| 8     | Anna Jagaciak      | Polen       | 13,5900      | x                         | 13,59 / −1,9              | 13,55 / +0,5              |
| 9     | Patricia Sarrapio  | Spanien     | 13,41 w      | x                         | 13,08 / −1,6              | 13,41 / +2,8              |
| 10    | Natallja Wjatkina  | Belarus     | 13,1300      | x                         | 12,86 / −0,6              | 13,13 / +1,6              |
| DNS   | Hanna Knjasjewa    | Israel      |              |                           |                           |                           |

## Finale

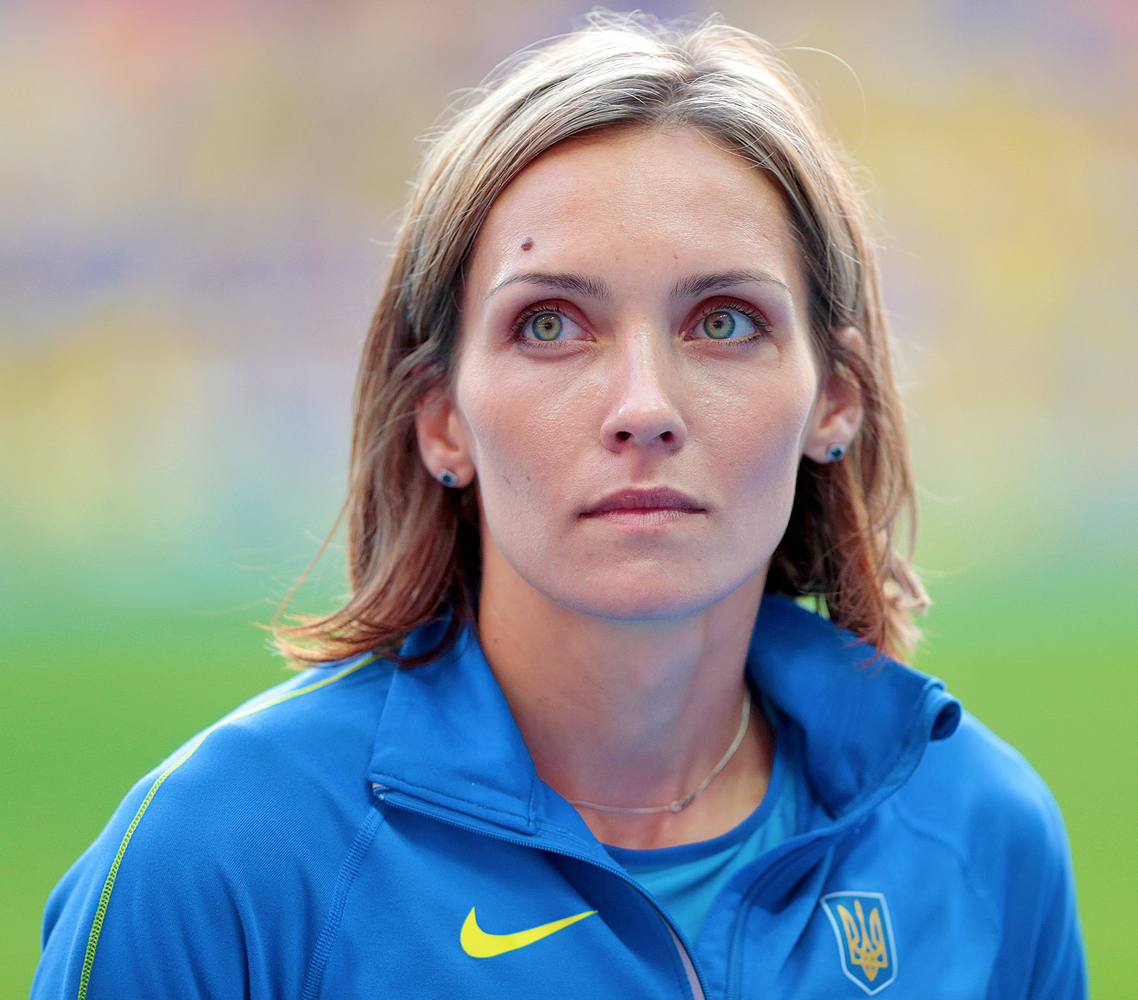
Die Weltmeisterin von 2011, WM-Dritte von 2013 und Olympiadritte von 2012 Olha Saladucha errang hier ihren dritten EM-Titel in Folge

16. August 2014, 16:40 Uhr
| Platz | Name               | Nation      | Resultat (m) | 1. Versuch (m) Wind (m/s) | 2. Versuch (m) Wind (m/s) | 3. Versuch (m) Wind (m/s) | 4. Versuch (m) Wind (m/s)                     | 5. Versuch (m) Wind (m/s)                     | 6. Versuch (m) Wind (m/s)                     |
| 1     | Olha Saladucha     | Ukraine     | 14,73        | 14,12 / +0,1              | 14,73 / −0,4              | 14,68 / −0,4              | x                                             | 14,59 / +0,4                                  | 14,31 / +0,1                                  |
| 2     | Jekaterina Konewa  | Russland    | 14,69        | 14,40 / −0,2              | 14,01 / +1,1              | 14,69 / ±0,0              | 14,16 / −0,2                                  | 14,54 / +0,3                                  | 14,31 / +0,1                                  |
| 3     | Irina Gumenjuk     | Russland    | 14,46        | 14,30 / −0,9              | x                         | x                         | 14,00 / −0,8                                  | 14,46 / −0,2                                  | x                                             |
| 4     | Ruth Ndoumbe       | Spanien     | 14,14        | 14,11 / −0,5              | 13,94 / +0,5              | 13,90 / ±0,0              | 13,69 / −0,2                                  | 14,14 / +0,3                                  | x                                             |
| 5     | Gabriela Petrowa   | Bulgarien   | 14,13        | 14,13 / +0,1              | x                         | –                         | x                                             | –                                             | –                                             |
| 6     | Dana Velďáková     | Slowakei    | 13,87        | x                         | 13,87 / −0,2              | x                         | 13,67 / +0,5                                  | x                                             | x                                             |
| 7     | Snežana Vukmirović | Slowenien   | 13,82        | 13,77 / −0,7              | x                         | 13,74 / +0,3              | 13,51 / −0,4                                  | 13,82 / +0,1                                  | 13,40 / −0,1                                  |
| 8     | Susana Costa       | Portugal    | 13,78        | x                         | 13,72 / −0,4              | 13,77 / +0,1              | 13,78 / −1,0                                  | x                                             | 13,40 / −1,0                                  |
| 9     | Kristin Gierisch   | Deutschland | 13,76        | 13,76 / −1,0              | 13,67 / −0,7              | 13,58 / −0,4              | nicht im Finale der besten acht Springerinnen | nicht im Finale der besten acht Springerinnen | nicht im Finale der besten acht Springerinnen |
| 10    | Alsu Murtasina     | Russland    | 13,76        | 13,59 / −1,2              | 12,37 / −0,8              | 13,76 / −0,7              | nicht im Finale der besten acht Springerinnen | nicht im Finale der besten acht Springerinnen | nicht im Finale der besten acht Springerinnen |
| 11    | Jenny Elbe         | Deutschland | 13,68        | 13,68 / −1,0              | x                         | x                         | nicht im Finale der besten acht Springerinnen | nicht im Finale der besten acht Springerinnen | nicht im Finale der besten acht Springerinnen |
| 12    | Cristina Sandu     | Rumänien    | 13,58        | 13,24 / −0,6              | 13,51 / −0,5              | 13,58 / −0,4              | nicht im Finale der besten acht Springerinnen | nicht im Finale der besten acht Springerinnen | nicht im Finale der besten acht Springerinnen |

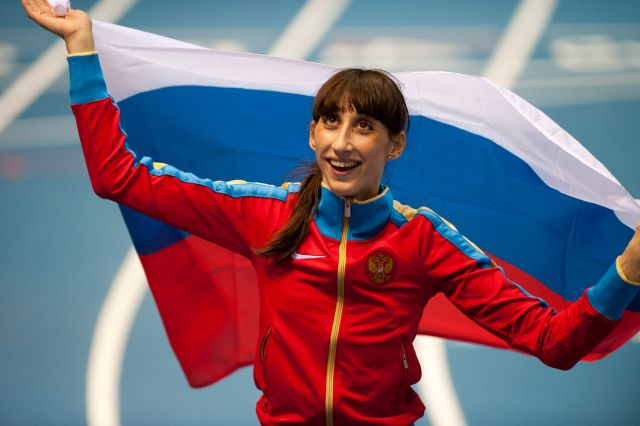
Vizeeuropameisterin Jekaterina Konewa
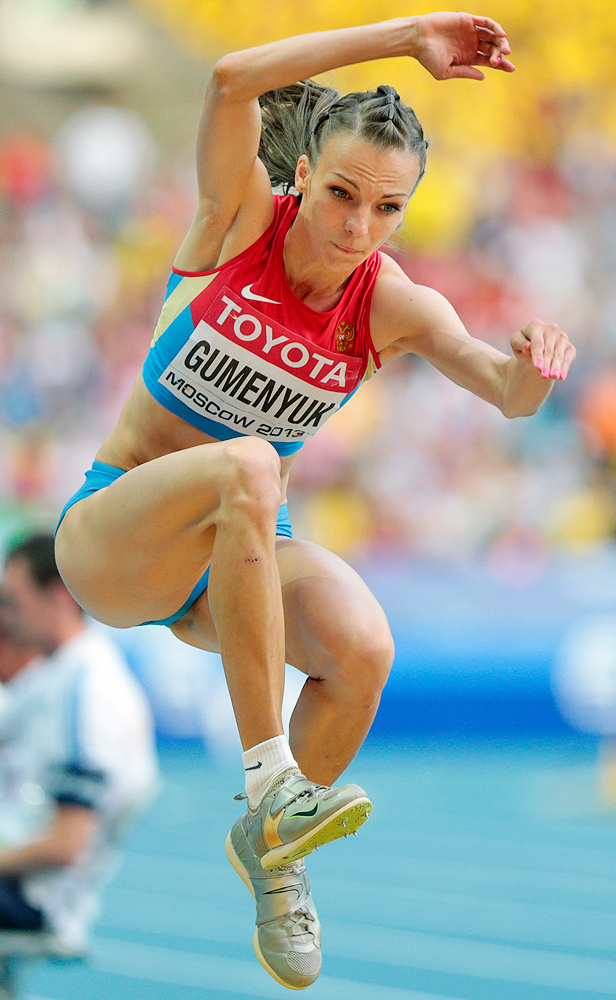
Bronzemedaillengewinnerin Irina Gumenjuk
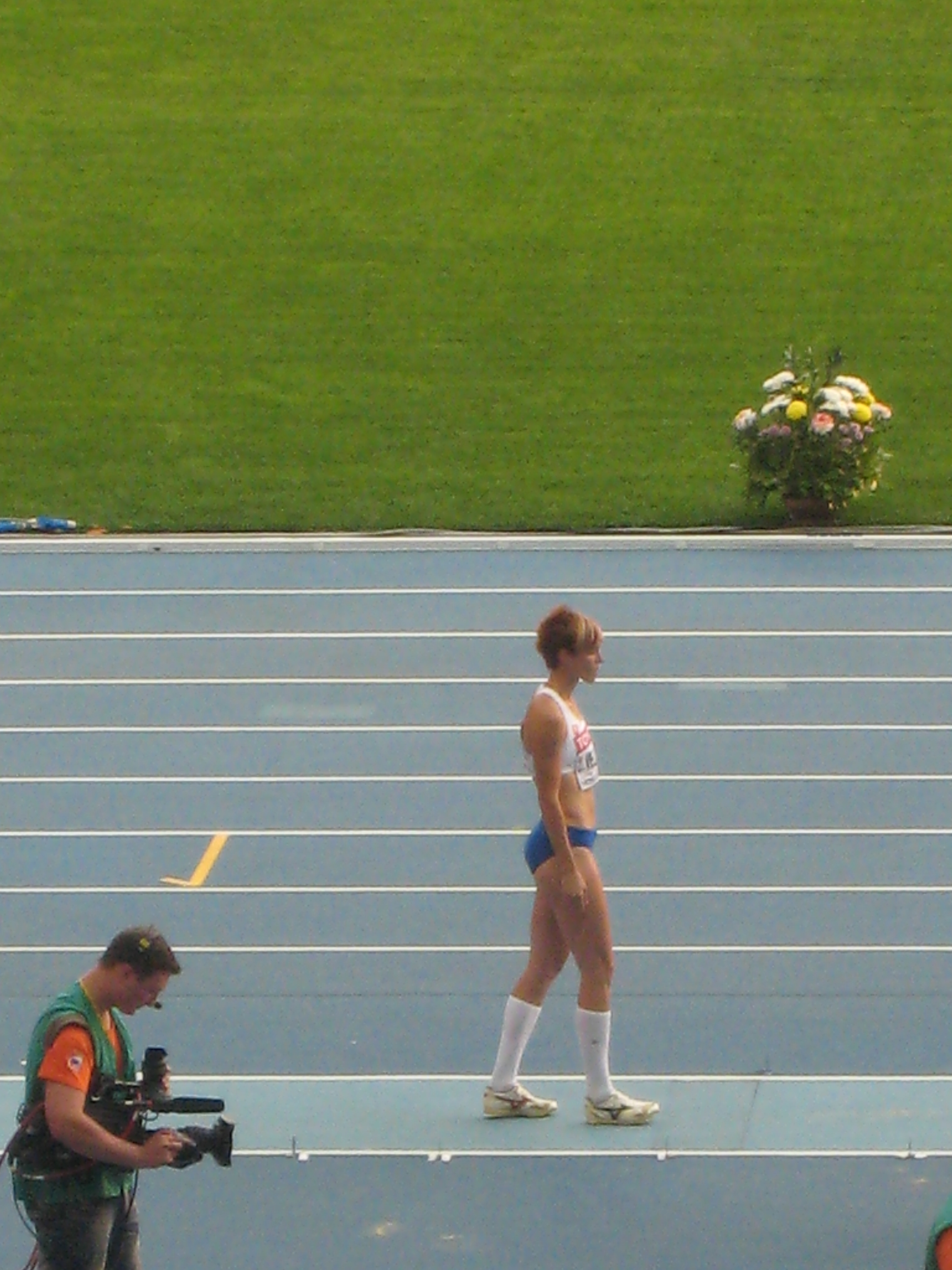
Die sechstplatzierte Dana Velďáková
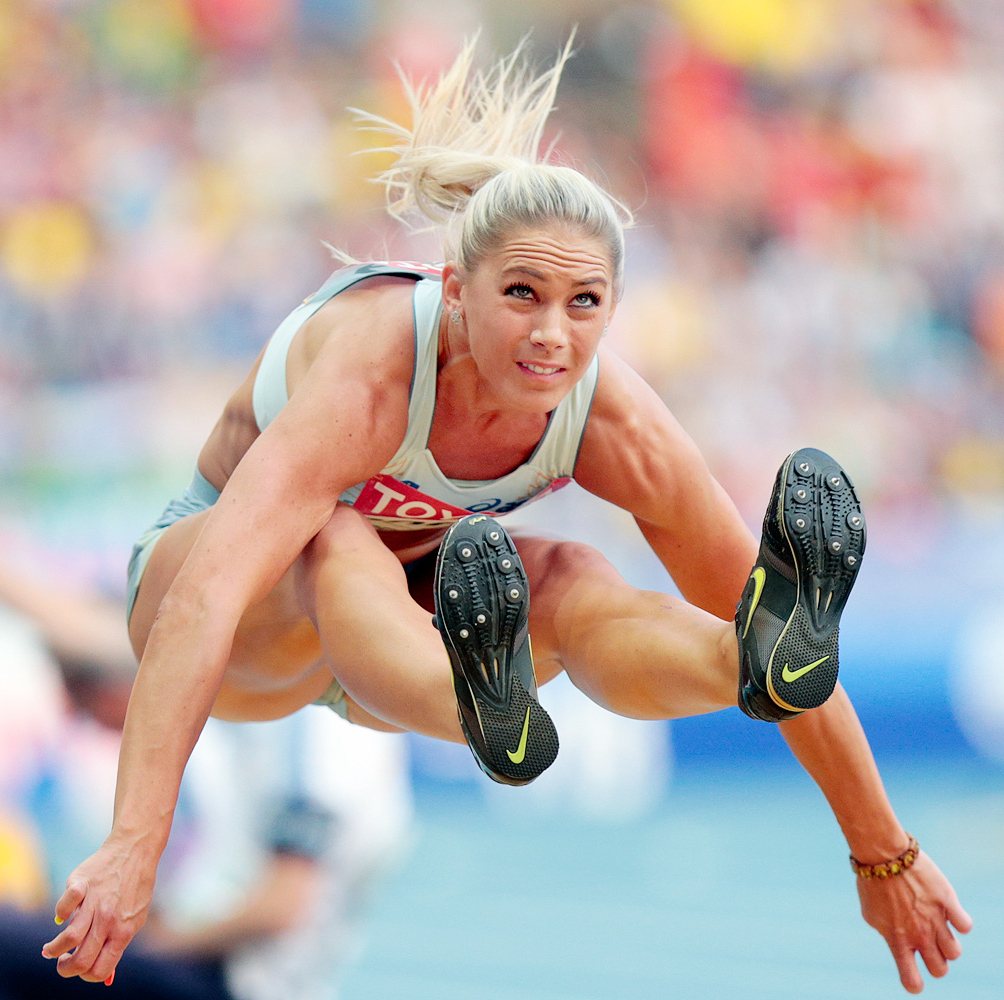
Snežana Vukmirović erreichte Platz sieben

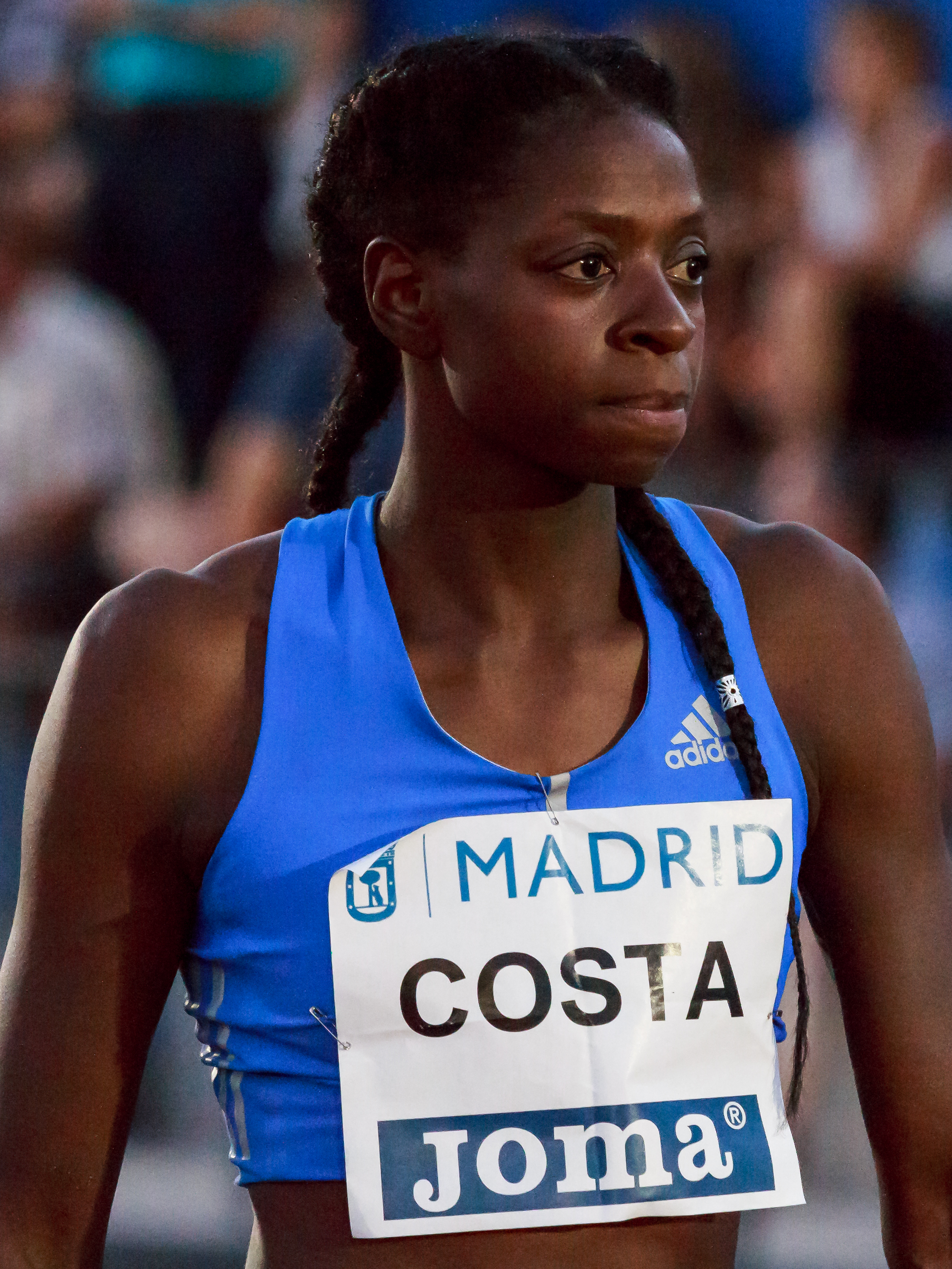
Susana Costa kam auf den achten Platz
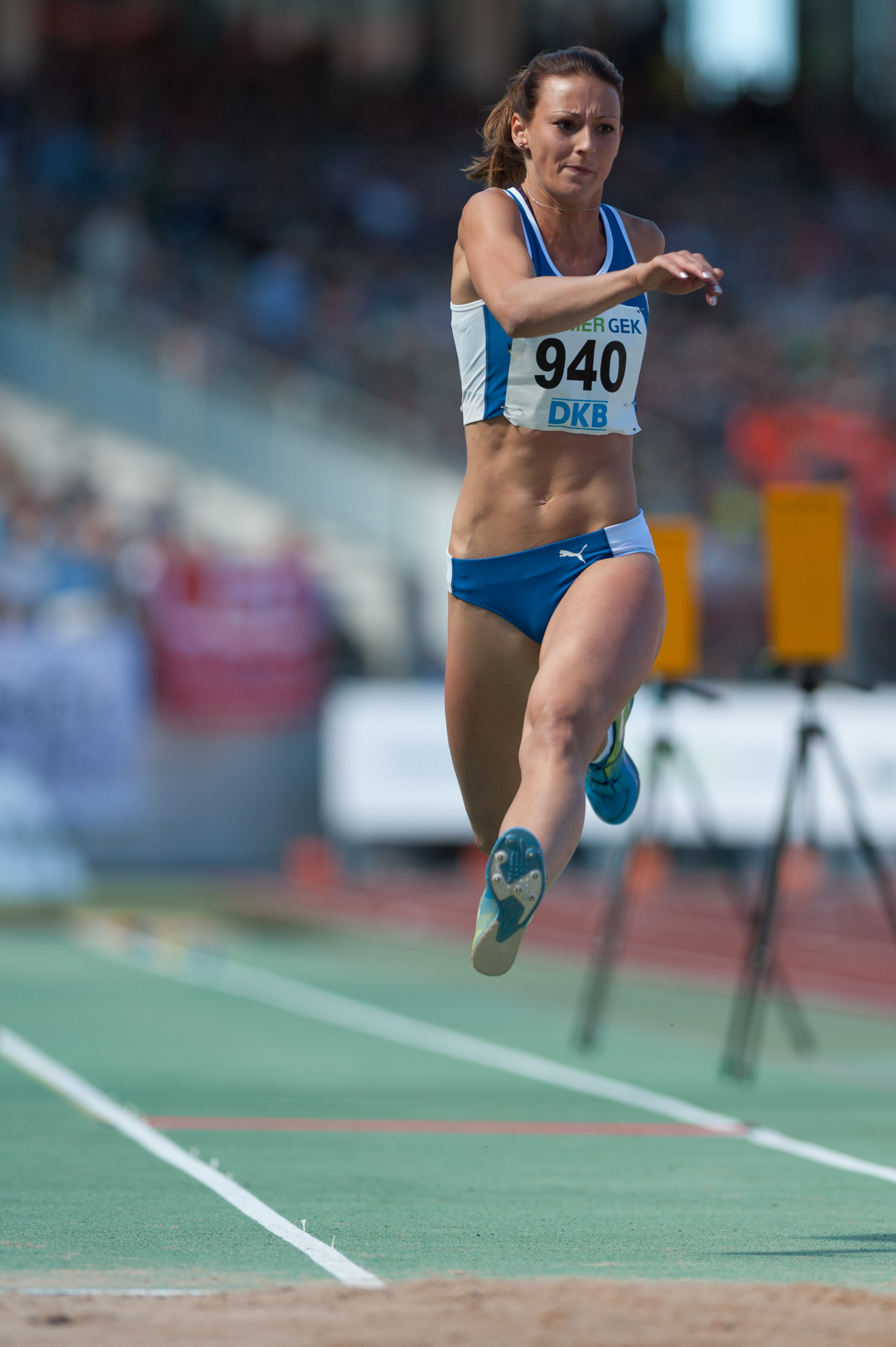
Kristin Gierisch belegte Rang neun
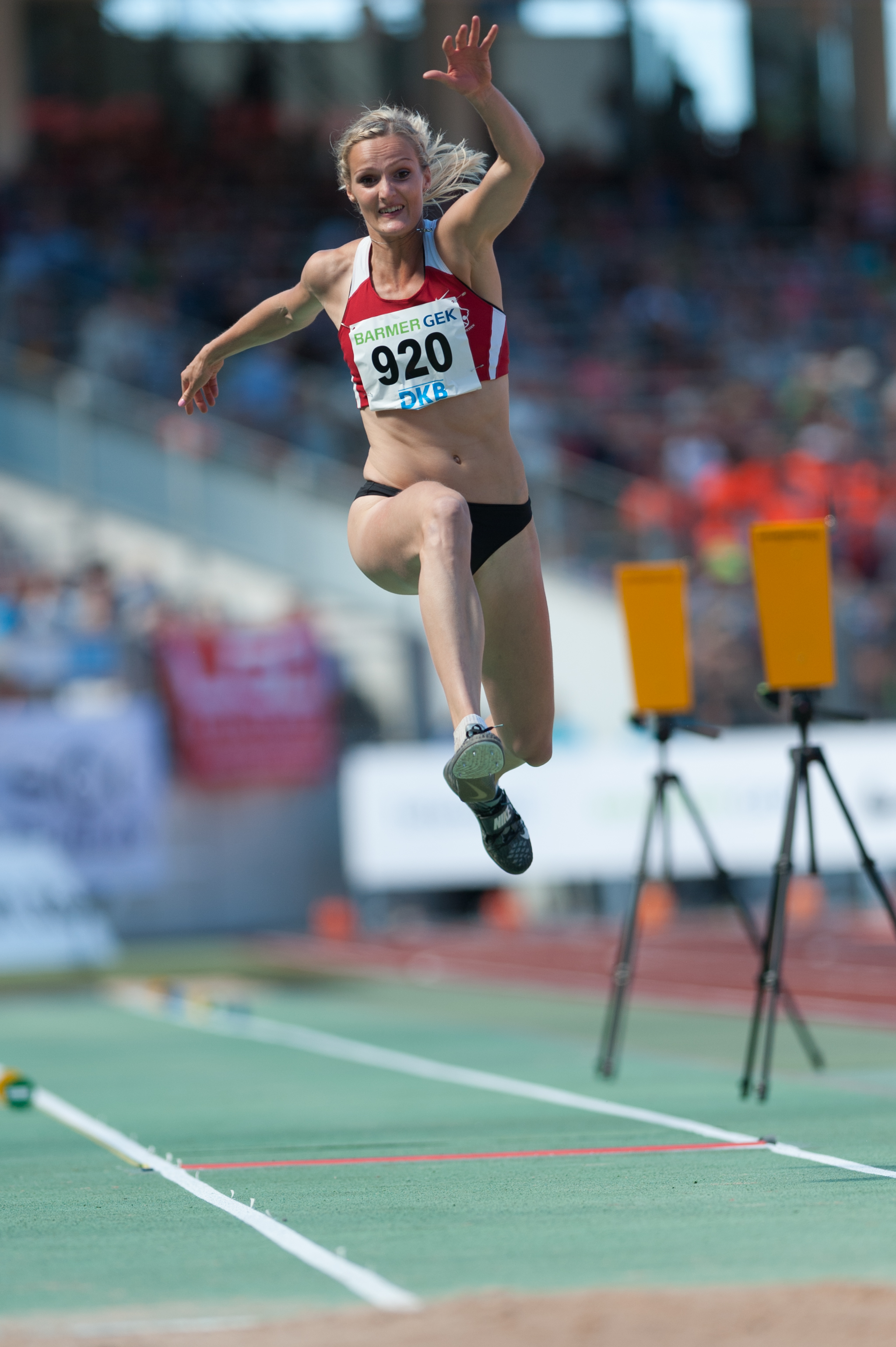
Jenny Elbe wurde Neunte

## Videolink
- Triple jump women final European Athletics Championships 2014 Zurich, youtube.com, abgerufen am 16. März 2023